# Kirche Christus König (Radebeul)
Die Kirche Christus König steht in der Borstraße 11 im Stadtteil Niederlößnitz der sächsischen Stadt Radebeul. Die katholische Kirche ist ein außergewöhnliches Gebäude über einem gleichseitigen, dreieckigen Grundriss und mit gläsernen Wänden. Das von den Architekten Günter Behnisch und Gerald Staib entworfene Gotteshaus wurde am 25. November 2001 geweiht.

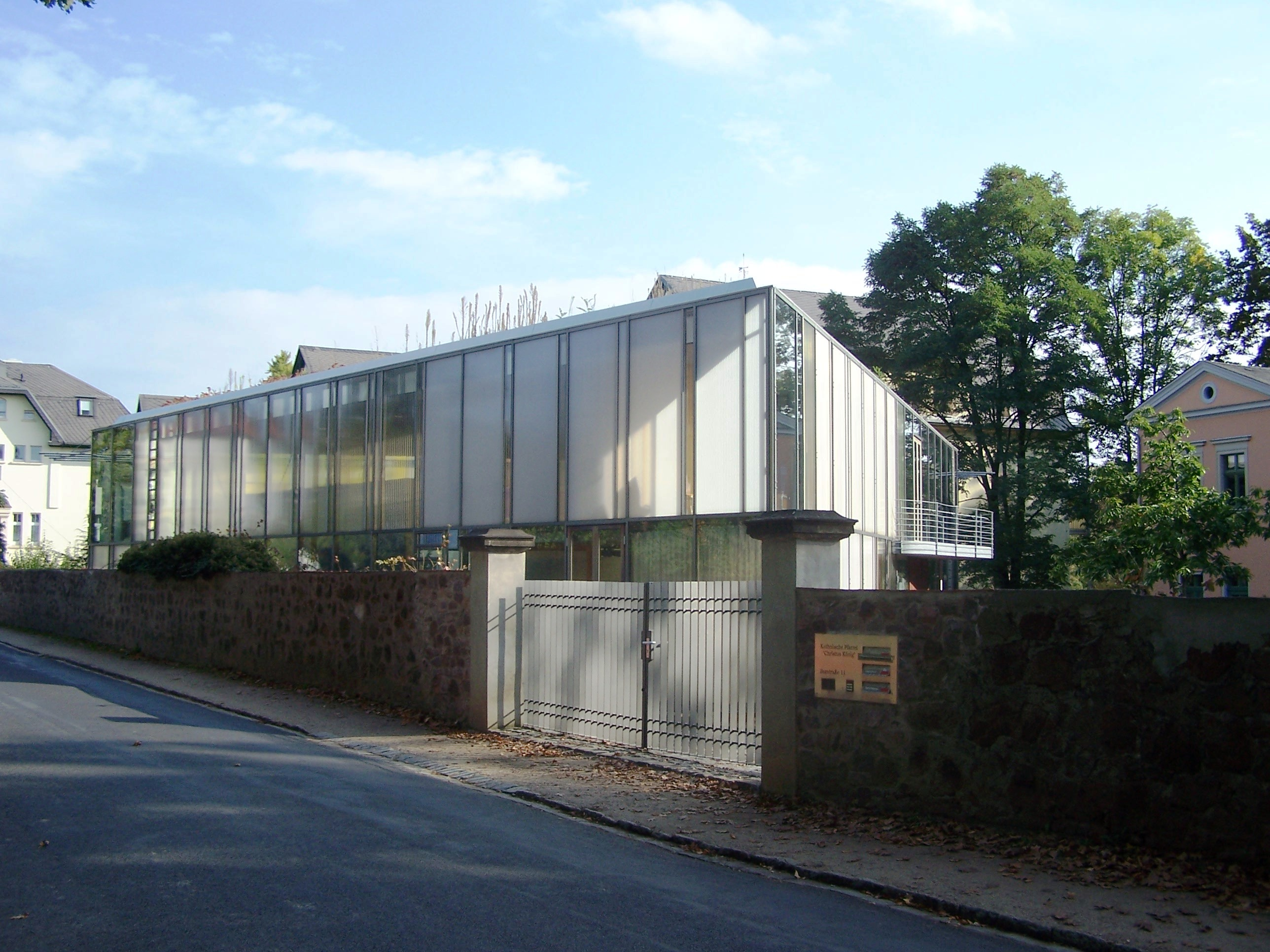
Katholisches Gotteshaus der Christkönig-Gemeinde Radebeul, Architekten: Behnisch & Partner, 2001

## Beschreibung
Die zweigeschossige Kirche steht auf dem Anwesen direkt vor dem Katholischen Pfarramt Christus König, die als „römische Villa“ 1876 durch die Gebrüder Ziller errichtet wurde.
Eine Seite des gleichseitigen Dreiecks aus Stahl, Beton und Glas steht etwa parallel zur Straße. Obenauf befindet sich ein Flachdach, welches begrünt ist. Der Eingang befindet sich auf der Südwestseite unter einem halbrunden Austritt. Ein Teil der Glasfronten besteht aus vielfarbig gestreiften Gläsern, während andere, transparente Flächen den Blick hinein und heraus ermöglichen.
Der lichtdurchflutete Innenraum, der laut Günter Behnisch „Weite atmet und ein Lichtquell ist“, fasst etwa 140 Sitzplätze. Die sakrale Innenausstattung (Altar, Tabernakel, Ambo, Taufbecken, Altarkreuz und Leuchter) wurde von dem Dresdner Künstler Reiner Tischendorf entworfen. Die Aufstellung der künstlerischen Gegenstände im Raum erzeugt eine Kreuzform, deren Längsachse vom Taufstein im Eingangsbereich über den Altar bis zur Altarwand verläuft, während die Querachse vom Altarkreuz im Osten aus durch die Aufstellung von Ambo, Osterleuchter, den 6 Altarleuchtern und dem Tabernakel gebildet wird. Dabei sind der Taufstein, der Altartisch und die Altarwand direkt vor Ort aus Beton gegossen, die Altarwand steht frei im Raum vor der gläsernen Nordwand zur Straße.
Die Umgebung der „Weinbergkirche“ wird mit Rebstöcken bepflanzt, um eine „Verbindung zwischen dem Weinbau der Lößnitz und der Feier der Eucharistie“ herzustellen.

## Geschichte
Infolge der Reformation verließ 1537 oder 1539 der letzte katholische Pfarrer, Dr. Eisenberg, die Lößnitz. Die weiter dort lebenden Katholiken gehörten danach zur Gemeinde der Dresdner Hofkirche und später zur St.-Josefs-Gemeinde in Dresden-Pieschen.
Ab Januar 1926 war durch das Bistum Dresden-Meißen in Kötzschenbroda wieder ein Seelsorgeamt eingerichtet, das neben den Lößnitzgemeinden auch Coswig, Moritzburg und Radeburg betreute. Als erster Pfarrer wurde Joseph Just eingesetzt, der bis dahin Kaplan an der Hofkirche, Leiter der höheren Religionsschule in Dresden sowie Konrektor am St. Benno-Gymnasium gewesen war.
Im März 1927 wurde in dem ehemaligen Atelierbau des Bildhauers Matthäus Wolfenter auf dem Grundstück der Mietvilla Heinrich Völkel in der nach diesem benannten Heinrichstraße 9 eine provisorische St.-Joseph-Kapelle eingeweiht. Auch der Pfarrer konnte in dieser Mietvilla wohnen.
Daraufhin konnte das Anwesen in der Borstraße 11 erworben werden. Im Oktober 1927 beantragte das katholische Seelsorgeamt für Kötzschenbroda, auf der nach Süden gelegenen Gartenseite des Haupthauses sowie des Verbindungsbaus eine Kapelle einzurichten. Der erste Gottesdienst dort konnte am 4. März 1928 abgehalten werden, die feierliche Benediktion erfolgte durch den Erzpriester Bodenburg. Im Jahr 1952 wurde wegen des Anwachsens der Gemeinde auf der linken Seite der Straßenansicht eine gebrauchte Fertigteilbaracke vor dem Nebengebäude als Seitenkapelle aufgestellt. Anfang 1964 wurde der Altarraum umgestaltet und durch eine Taufkapelle ergänzt. Im Jahr 1986 erhielt die Gemeinde eine einmanualige Jehmlich-Orgel.
Um für die wachsende Gemeinde eine Kirche bauen zu können, wurde 1997/1998 unter acht eingeladenen Architekturbüros ein Wettbewerb durchgeführt, den das Stuttgarter Büro Behnisch & Partner gewann. Anhand des Siegesbeitrags errichtete die Architektengemeinschaft der Professoren Günter Behnisch und Gerald Staib auf dem Grundstück Borstraße 11, zwischen Pfarramt und Straße, die neue Katholische Gemeindekirche Christus König, ein außergewöhnliches Gebäude über einem gleichseitigen, dreieckigen Grundriss und mit gläsernen Wänden. Die Innenausstattung stammt von dem Künstler Reiner Tischendorf.
Am 21. November 2001 erfolgte der letzte Gottesdienst in der Kapelle des Pfarramtsgebäudes. Am 25. November 2001, Christkönigsfest jenes Jahres und gleichzeitig 75. Jahrestag der Wiedererrichtung der katholischen Pfarrei in der Lößnitz, wurde die neue Gemeindekirche Christus König durch Bischof Joachim Reinelt geweiht. Zum Einzugsbereich der katholischen Pfarrei gehört heute auch die Nachbargemeinde Friedewald.
Seit September 2015 hat die Gemeinde keinen eigenen Pfarrer mehr, sie wird von Meißen aus administriert.